# Danilov, Rusija
Danilov [danílov] (rusko Дани́лов) je mesto v Rusiji. Je upravno središče Danilovskega rajona Jaroslaveljske oblasti. Leta 2010 je imelo 15.781 prebivalcev. Leži ob reki Palendi 69 km severno od Jaroslavlja.

## Zgodovina mesta
Danilov je kot vas Danilovskoje v sredini 13. stoletja ustanovil moskovski knez Daniel Aleksandrovič, mlajši sin kneza Aleksandra Nevskega. Danilov se prvič omenja v kroniki leta 1552, status mesta pa je dobil leta 1777.